# Chasen Bradford
Pour les articles homonymes, voir Bradford (homonymie).
 (juin 2017).
Chasen David Bradford (né le 5 août 1989 à Las Vegas, Nevada, États-Unis) est un lanceur de relève droitier dans la Ligue majeure de baseball de 2017 à 2019.

## Carrière
Joueur des Knights de l'université du centre de la Floride, Chasen Bradford est choisi par les Mets de New York au 35e tour de sélection du repêchage de 2011.
Il fait ses débuts dans le baseball majeur avec les Mets de New York le 25 juin 2017.